# Погодні рекорди

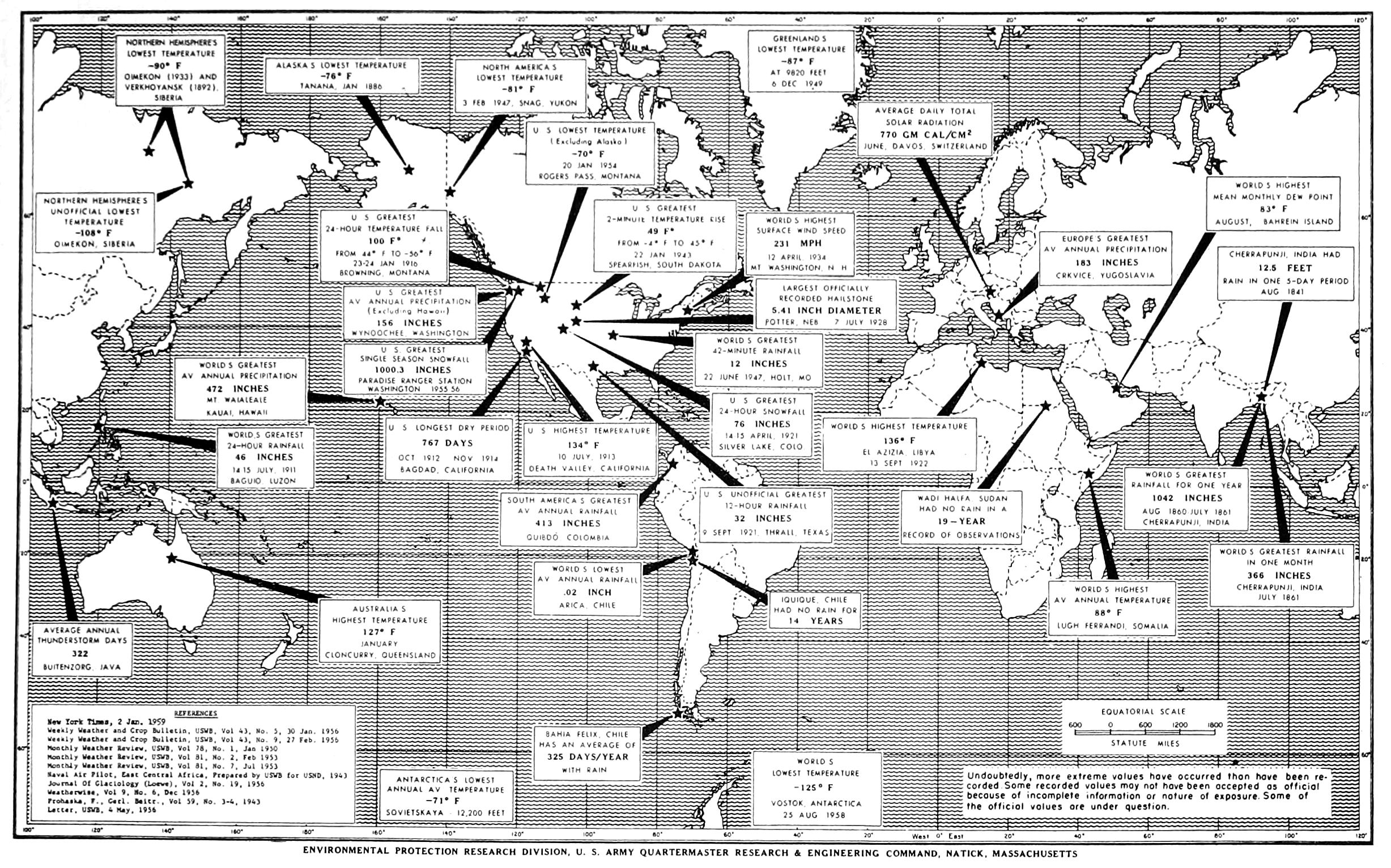
Карта погодних рекордів, підготовлена метеорологічним управлінням Армії США

Погодні рекорди — екстремальні метеорологічні показники, офіційно зареєстровані на поверхні Землі.

## Температура приземного повітря

### Найвища температура
Абсолютний максимум температури — максимальна температура повітря, зареєстрована в даній точці, країні або на Землі в цілому за всю історію метеорологічних спостережень.
Наразі рекорд становить +56,7 °C (Долина Смерті, США). До 13 вересня 2012 року вважалося, що рекордна для земної кулі температура +58,2 °C зафіксована 13 вересня 1922 року в населеному пункті Ель-Азізія (Лівійська пустеля), однак через 90 років після реєстрації Всесвітня метеорологічна організація, виконавши ретельний аналіз записів, заявила, що вимірювання температури були виконані з помилкою.
| Частина світу         | Температура, °C | Місце                                       | Висота, м | Дата           |
| --------------------- | --------------- | ------------------------------------------- | --------- | -------------- |
| Світ/Північна Америка | 56,7            | Фернес-Крік, Долина Смерті, Каліфорнія, США | -54       | 10 липня 1913  |
| Африка                | 55              | Кебілі, Туніс                               | 112       | 7 липня 1931   |
| Азія                  | 54              | Ель-Мутриба, Кувейт                         |           | 20 липня 2016  |
| Азія                  | 54              | Тират-Цві, Ізраїль                          | -220      | 22 червня 1942 |
| Австралія/Океанія     | 53,3            | Клонкаррі, Австралія                        | 190       | 16 січня 1889  |
| Південна Америка      | 48,9            | Рівадавіа, Аргентина                        | 206       | 11 грудня 1905 |
| Європа                | 48              | Афіни, Греція                               | 236       | 10 липня 1977  |
| Антарктика            | 20,7            | Острів Сімор                                |           | 9 лютого 2020  |
| Океанія               | 42,4            | Рангіора, Нова Зеландія                     |           | 7 лютого 1973  |

- Найбільш різке потепління — у Спірфіші (штат Південна Дакота, США) за 2 хвилини з 7:30 до 7:32 22 січня 1943 р. температура піднялася з −20 до +7,2 °C.
- Найвища температура під час дощу +46,1 °C спостерігалася 13 серпня 2012 року в Нідлс, Каліфорнія.

### Найнижча температура
| Частина світа    | Температура, °C | Місце                                  | Висота, м | Дата             |
| ---------------- | --------------- | -------------------------------------- | --------- | ---------------- |
| Світ/Антарктида  | –89,2           | Станція Схід, Антарктида               | 3420      | 21 липня 1983    |
| Світ/Антарктида  | –91,2           | біля станції Купол Фудзі, Антарктида   | 3786      | 3 серпня 2004    |
| Азія             | −67,7           | Верхоянськ, Російська імперія          | 127       | 5 лютого 1892 р. |
| Північна Америка | −69,6           | Klinck, Гренландія                     |           | 22 грудня 1991   |
| Європа           | −58,1           | Усть-Щугер, СРСР                       | 85        | 31 грудня 1978   |
| Південна Америка | −39             | Вальє-де-лос-Патос-Суперіор, Аргентина | 2880      | 17 липня 1972    |
| Африка           | −23,9           | Іфран, Марокко                         | 1635      | 11 лютого 1935   |
| Австралія        | −23             | Перевал Шарлотти, Австралія            | 1755      | 29 червня 1994   |
| Океанія          | −25,6           | Ренферлі, Нова Зеландія                |           | 18 липня 1903    |

- Найрізкіше похолодання — у Браунінзі (штат Монтана, США) вночі 23—24 січня 1916 р. температура впала від +6,7 до −48,8 °C.

## Температура поверхні Землі
За даними супутникового моніторингу температури поверхні Землі, абсолютний мінімум −93,2 °C зафіксований в Антарктиді в точці з координатами 81°48′ пд. ш. 59°18′ сх. д. / 81.800° пд. ш. 59.300° сх. д. і висотою близько 3900 м над рівнем моря 10 серпня 2010 р., а абсолютний максимум +70,7 °C — у 2005 році в солончаковій пустелі Деште-Лут на південно-сході Ірану
.

## Опади

### Дощ
- Найсильніший дощ був зареєстрований 27 листопада 1970 року в Гваделупі — 3,8 см/хв[22].
- Найбільша кількість опадів за рік (але не в один календарний рік) на Землі випала в період 1860—1861 рр. у Черрапунджі (Індія) — 26,46 м[23].
- Найбільше дощів на рік у середньому (довготривалі спостереження): 12701 мм за період 1998—2010, Мосинрам, Індія або 13466 мм (1980—2011); Лопес-де-Мікай, Колумбія.[18][24]
- Абсолютний максимум опадів випав на острові Кауаї (24000 мм опадів за рік)

### Сніг
- Найбільша сніжинка становила 38 см у діаметрі[22].
- Рекордний за кількістю снігу снігопад зафіксований 13—19 лютого 1959 р. на горі Шаста (Каліфорнія, США), тоді випало 4,8 м снігу[25].
- Найрясніший одноденний снігопад був відзначений в Сілвер-Лейку (Каліфорнія, США) 14—15 квітня 1921 р., коли за добу випало 1,93 м снігу[26].
- З 19 лютого 1971 по 18 лютого 1972 року у містечку Парадайс на горі Рейнір (штат Вашингтон, США) випало 31,1 м снігу.

### Град

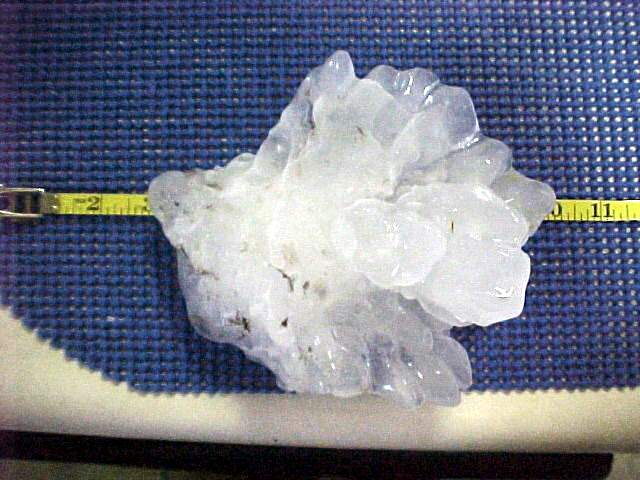
Град, що випав у 2003 році в Небрасці

- Важкий град (вагою 1 кг) спостерігали жителі Бангладеш 14 квітня 1986 року[27].
- Найбільшим вважається град, що випав 22 червня 2003 року в Небрасці, — 17,8 см в діаметрі і 47,8 см по периметру[28].
- 30 травня 1879 року в штаті Канзас в США під час проходження смерчу утворилися градини до 38 см в діаметрі. Під час їх падіння на землю утворилися лунки розміром 17×20 см[26].
- У квітні 1981 року в провінції Гуандун, Китай, спостерігалися градини вагою 7 кг. Внаслідок граду 5 осіб убито і зруйновано близько 10 500 будівель.
- У 1894 році в Бовині (США) впала градина, всередині якої перебувала черепаха завдовжки 20 см.
- У деяких районах Кенії, де вирощують чай, в середньому в році буває 132 дні з градом.

## Тропічні циклони
Тип циклону, або погодної системи низького тиску, яка виникає над теплою морською поверхнею і супроводжується потужними грозами, випадінням зливових опадів і вітрами штормової сили. Тропічний циклон з'являються в зонах зіткнення теплих і холодних повітряних мас (атмосферних фронтів)

## Атмосферний тиск
- Найбільший атмосферний тиск біля земної поверхні, приведений до рівня моря, зареєстровано 19 грудня 2001 року на території Хубсугульського аймака в Монголії і становив 108,56 кПа (814,27 мм рт. ст.). Попередній рекорд 1083,3 мілібара (812,8 мм рт. ст.) був зареєстрований 31 грудня 1968 року на гідрометеостанції Агата в Евенкії[29].
- Найменший тиск земної поверхні, приведений до рівня моря, становив 85 кПа (637,55 мм рт. ст.). Тиск зареєстровано в центрі торнадо F-4 24 червня 2003 року[30].

## Різні рекорди
- Найрівніший клімат спостерігається в містечку Гарапан на острові Сайпан, Маріанські острови. У період спостережень 1927—1935 років включно найнижча температура тут зареєстрована 30 січня 1934 р. (+19,6 °C), а найвища — 9 вересня 1931 р. (+31,4 °C).
- Найрівніший клімат протягом тривалого часу спостерігався з 1911 по 1966 рр. на острові Фернанду-ді-Норонья біля узбережжя Бразилії. Найнижча температура зареєстрована 17 листопада 1913 року (+18,6 °C), а найвища — 2 березня 1965 р. (+32 °C)[31].